# The Road to Here
The Road to Here è il secondo album in studio del gruppo country pop statunitense Little Big Town, pubblicato nel 2005.

## Tracce
1. Good as Gone – 4:12
2. Boondocks – 4:32
3. Bones – 3:46
4. Bring It On Home – 4:20
5. Wounded – 3:39
6. A Little More You – 4:25
7. Live with Lonesome – 3:47
8. Mean Streak – 4:33
9. Looking for a Reason – 3:05
10. Lost – 4:38
11. Welcome to the Family – 4:10
12. Fine with Me – 3:26
13. Stay (acoustic version) – 3:47

## Formazione
- Karen Fairchild
- Kimberly Schlapman
- Phillip Sweet
- Jimi Westbrook